# Ablativus absolutus
Ablativus absolutus är en satsförkortning i latin. Den består av ett huvudord böjt i ablativ och med det som apposition korrelerande substantiv, adjektiv eller particip. Participet står antingen i presens eller perfekt där tempuset beskriver satsförkortningens förhållande till satsen. En ablativus absolutus är fristående från satsen vilket innebär att den inte är nödvändig för att få en fullständig mening och kan därför tas bort.
Tempus i en ablativus absolutus
Jämför följande exempel:
Romulo regnante (presens) Roma magna erat. Medan Romulus styrde, var Rom stort.
Roma rupta (perfekt) Germani victoriam habuerunt. Då Rom förstörts, segrade germanerna.
Observera att satsförkortningen inte alltid behöver översättas med en temporal bisats. Ibland kan det vara bättre att till exempel översätta med kausal eller koncessiv bisats.